# The Antichrist
The Antichrist (с англ. — «Антихрист») — седьмой студийный альбом немецкой трэш-метал-группы Destruction, выпущенный 27 августа 2001 года на лейбле Nuclear Blast. Это первый альбом группы с выхода Eternal Devastation (1986), записанный в составе трио.

## Отзывы критиков
Альбом получил положительные отзывы от музыкальных критиков. Хотя на своём предыдущем альбоме All Hell Breaks Loose группа вернулась к своему оригинальному трэш-метал-звучанию, именно The Antichrist выделяют как действительное возвращение коллектива в роли одной из важнейших трэш-групп Германии. Критиками отмечались звучание альбома, напоминающее альбомы группы из 80-х, а также агрессию и скорость песен, отдельно выделяя открывающую «Thrash till Death».
В 2021 году сайт Loudwire назвал The Antichrist одним из лучших метал-альбомов 2001 года.

## Список композиций
Слова и музыка всех песен — Destruction.
| №                   | Название                      | Длительность |
| ------------------- | ----------------------------- | ------------ |
| 1.                  | «Days of Confusion»           | 0:49         |
| 2.                  | «Thrash till Death»           | 4:23         |
| 3.                  | «Nailed to the Cross»         | 3:46         |
| 4.                  | «Dictators of Cruelty»        | 4:31         |
| 5.                  | «Bullets from Hell»           | 5:06         |
| 6.                  | «Strangulated Pride»          | 3:27         |
| 7.                  | «Meet Your Destiny»           | 4:02         |
| 8.                  | «Creations of the Underworld» | 3:54         |
| 9.                  | «Godfather of Slander»        | 4:09         |
| 10.                 | «Let Your Mind Rot»           | 4:15         |
| 11.                 | «The Heretic»                 | 3:41         |
| Общая длительность: | Общая длительность:           | 42:17        |

| №                   | Название            | Длительность |
| ------------------- | ------------------- | ------------ |
| 12.                 | «Curse the Gods»    | 5:25         |
| Общая длительность: | Общая длительность: | 47:42        |

| №   | Название                                       | Длительность |
| --- | ---------------------------------------------- | ------------ |
| 12. | «The Butcher Strikes Back» (концертная версия) |              |
| 13. | «Tears of Blood» (концертная версия)           |              |
| 14. | «Fuck the U.S.A.» (кавер на The Exploited)     |              |

## Участники записи
Destruction
- Марсель Ширмер — вокал, бас-гитара, продюсирование
- Майк Зифрингер — гитара, продюсирование
- Свен Форманн — ударные

Приглашённые музыканты
- Петер Тэгтгрен — бэк-вокал, продюсирование, звукоинженер
- Массе Бруберг — бэк-вокал

Производственный персонал
- Фрэнки «The Master» — препродакшн
- Маркус Стайгер — исполнительный продюсер
- Ларс Сёке — звукоинженер
- Футуитубро Тафцгер — фотографии
- Томас Эверхард — обложка